# Jane Grey
Jane Grey (Bradgate Park, 1537. – London Tower, 12. veljače 1554.), engleska kraljica poznata po svojoj vladavini od devet dana.

## Podrijetlo
Bila je najstarija kći Henryja Greya, markiza od Dorseta i gospe Frances Brandon. Po majci je unuka Marije Tudor, sestre engleskog kralja Henrika VIII. i praunuka engleskog kralja Henrika VII. Po očevoj liniji je prapraunuka sir Johna Graya, prvog supruga Elizabete Woodville, koja se udala za Eduarda IV. kao prva engleska kraljica pučkog podrijetla.

## Odrastanje

### Temeljito obrazovanje
U mladosti je stekla odlično obrazovanje, pa se izvrsno služila latinskim, grčkim i hebrejskim jezikom. Temeljitim privatnim obrazovanjem njezini su roditelji njezin već zavidan intelekt podigli na razinu koja nije bila uobičajena za dijete njezinih godina. Takvo je školovanje u nje izgradilo izrazito snažan karakter, ali i intelektualni snobizam te potpunu posvećenost protestantizmu.

### Nesretno djetinjstvo
Unatoč Janeinu izvanrednom školskom uspjehu, njezini su roditelji i dalje tražili više pa bi ju fizički kažnjavali ako ne bi ispunila njihova očekivanja. Stoga nije čudno što je njezin život u roditeljskom domu bio jako nesretan i što su joj jedina radost bili sati provedeni u društvo mentora.

## Život pod Eduardom VI.
Lord admiral, Thomas Seymour, ujak Eduarda VI., smatrao ju je idealnom kandidatkinjom za njegovog nećaka. Ipak su bili vršnjaci i na jednakim intelektualnim razinama. Nakon admiralova vjenčanja s udovicom Henrika VIII., Katarinom Parr, bilo je planirano uključiti Jane u njihovo kućanstvo u Chelseaju, kako bi udova kraljica nastavila nadzirati njezinu naobrazbu. Međutim, admiral nije bio član Regentskoga vijeća kojeg je tada odredio Henrik VIII. prije svoje smrti te nije mogao sudjelovati u raspravi o Eduardovoj nevjesti.

### Prijateljstvo s Elizabetom Tudor
Janein život pod Katarinom Parr joj je omogućio druženje s Elizabetom, kojoj se iskreno divila. Elizabeta je uzvraćala osjećaje, smatrajući ju pronicavom i zanimljivom za tako mladu djevojku.

### Pitanje nasljedstva
Tijekom bolesti maloljetnog engleskog kralja Eduarda VI. postavljalo se pitanje njegova nasljednika. Naime, Eduard i i njegov Lord protektor, silno ambiciozni John Dudley, vojvoda od Northumberlanda, nisu željeli da krunu naslijede Eduardove polusestre, katolkinja Marija ili Elizabeta. Razlog tome je bio strah od restauracije katolicizma u Engleskoj. Međutim, to je bilo protivno Zakonu o nasljeđivanju Henrika VIII. Nakon Marije i Elizabete, koje su ponovno bile isključene iz nasljedne linije zbog toga što su bile rođene u Henrikovim poništenim brakovima, sljedeća u nasljednoj liniji, po volji Henrika VIII., bila je Janeina majka, gospa Frances Brandon. Niti ona nije bila po volji vojvode od Northumberlanda jer se bojao da bi njezin suprug, a Janein otac, Henry Grey mogao tražiti krunu za sebe.

## Brak s Guildfordom Dudleyem
Stoga je vojvoda od Northumberlanda smislio plan prema kojem bi svog sina, lorda Guildforda Dudleya vjenčao s njihovom kćeri Jane i putem koje bi vojvoda od Northumberlanda vladao i očuvao svoju moć. Stoga je vojvoda od Northumberlanda od Janeinih roditelja zatražio ruku njihove kćeri za svoga sina. Jane je u početku odbijala vojvodin zahtjev jer je smatrala da je Guildford "ružan i glup". No, popustila je pod nagovorima svojih roditelja, te se 15. svibnja 1553. vjenčala za Guildforda.
Kako je smatrao da je plan bio dovoljno pripremljen, John Dudley, vojvoda od Northumberlanda, izdao je zapovijed sucima da prije Eduardove smrti sastave oporuku prema kojoj bi krunu naslijedila Jane, a nakon nje njezini muški nasljednici. Povjesničari i pravni stručnjaci osporavaju pravnu valjanost ove oporuke iz više razloga, među kojima su najjači argumenti to što je oporuku sastavio tada maloljetni i teško bolesni Eduard VI. i to što je bila u protivnosti sa Zakonom o sukcesiji (Act of succesion) donesenim u vrijeme Henrika VIII.

## Kraljica Engleske
Eduard VI. umro je 6. srpnja 1553. godine. Četiri dana kasnije, 10. srpnja 1553. proglašeno je da je Jane nasljednica engleske krune. Prvi akt nove kraljice bio je da je odbila svoga muža Lorda Guildforda Dudleya imenovati kraljem, nego ga je imenovala vojvodom.
U trenutku proglašenja Jane kraljicom, Eduardova polusestra i prva po zakonskoj nasljednoj liniji, katolkinja i u narodu mnogo popularnija Marija pobjegla je u Suffolk, skupila vojsku od 20.000 ljudi i do 19. srpnja umarširala u London i svrgnula Jane s trona. Nakon što je preuzela prijestolje Marija I. je Jane pustila na slobodu jer je smatrala da je ova krunu preuzela pod prisilom svoga oca te vojvode od Northumberlanda, te joj je ponudila da se preobrati na katolicizam što je ova odbila.

## Pogubljenje
No, u siječnju 1554. godine došlo je do protestantske pobune koja je Jane željela vratiti na prijestolje što je Mariju I. natjeralo da tada šesnaestogodišnju Jane i njenog muža prvo zatoči u London Tower, optuži za veleizdaju, te ubrzo i pogubi dana 12. veljače 1554. godine.

## Zaostavština
Život, kratka devetodnevna vladavina i smrt kraljice Jane Grey inspirirala je mnoga literarna, glazbena, likovna i filmska umjetnička djela.